# صاروخ متوسط المدى متعدد الأغراض
الصاروخ متوسط المدى متعدد الأغراض (بالإنجليزية: Middle-range multi-purpose missile)‏ هو صاروخ مضاد للدبابات ومركبات الإنزال يستخدمه جيش الدفاع الذاتي الياباني.

## وصف
يُعتبر الصاروخ أصغر حجمًا وأقل تكلفة بكثير من طراز 96. ولذلك، يُستخدم بأعداد أكبر. ضُمنت عناصر التحكم في النظام بالكامل داخل كل مركبة لاتخاذ إجراءات مستقلة.

## المستخدمون
- اليابان: 104 قطعة (2017)

## معرض الصور

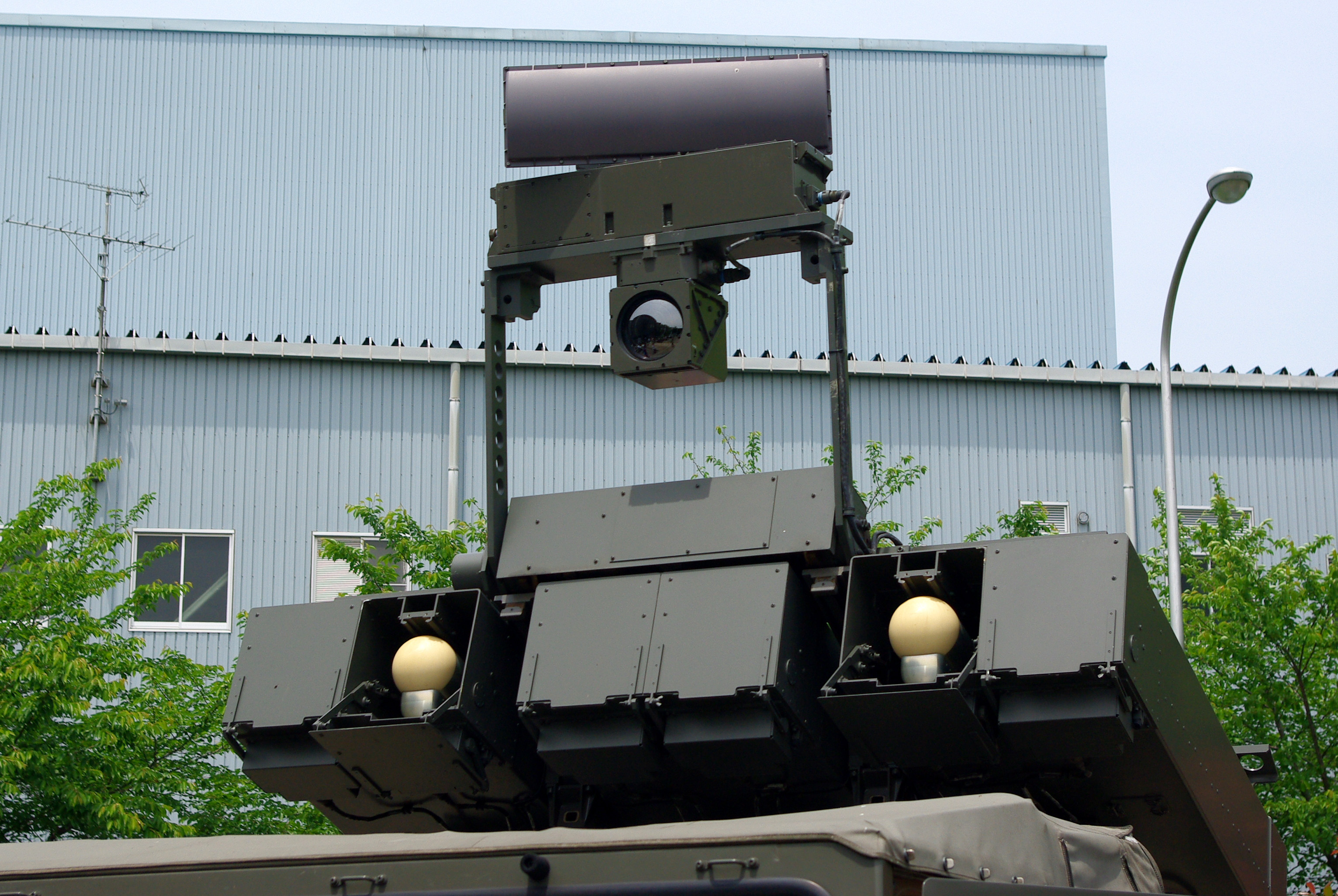
عن قرب
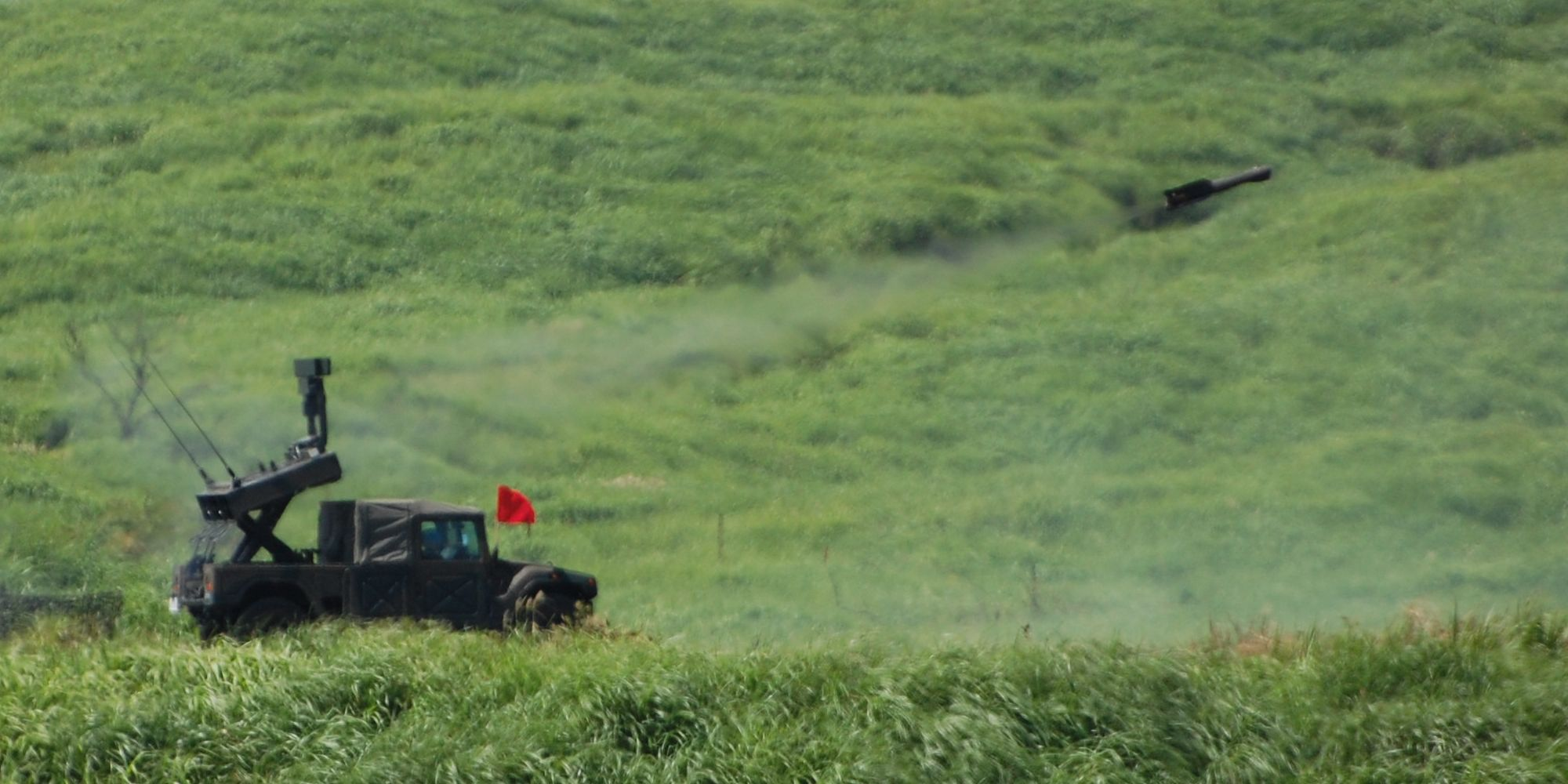
إطلاق الصواريخ